# Lista de episódios de So Random!
| #  | Título                             | Estreias                                                             | Código de produção | Audiência original (em milhões) |
| -- | ---------------------------------- | -------------------------------------------------------------------- | ------------------ | ------------------------------- |
| 1  | "Cody Simpson"                     | 5 de Junho de 2011 25 de Setembro de 2011 30 de Setembro de 2011     | 101                | 3.1                             |
| 2  | "Greyson Chance"                   | 12 de Junho de 2011 12 de Outubro de 2011 20 de Janeiro de 2013      | 103                | 3.8                             |
| 3  | "Selena Gomez"                     | 19 de Junho de 2011 19 de Outubro de 2011 6 de Abril de 2012         | 104                | 2.2                             |
| 4  | "Mitchel Musso"                    | 26 de Junho de 2011 10 de Dezembro de 2012 20 de Fevereiro de 2013   | 104                | 2.1                             |
| 5  | "Tony Hawk"                        | 10 de Julho de 2011 11 de Dezembro de 2012 20 de Julho de 2012       | 102                | 2.1                             |
| 6  | "Coco Jones"                       | 17 de Julho de 2011 9 de Novembro de 2011 8 de Fevereiro de 2013     | 106                | 2.2                             |
| 7  | "Jacob Latimore"                   | 31 de Julho de 2011 4 de Fevereiro de 2012 4 de Marco de 2013        | 108                | 1.9                             |
| 8  | "Mindless Behavior"                | 7 de Agosto de 2011 8 de Fevereiro de 2012 10 de Agosto de 2012      | 107                | 1.8                             |
| 9  | "Colbie Caillat"                   | 14 de Agosto de 2011 30 de Novembro de 2011 4 de Maio de 2012        | 109                | 2.8                             |
| 10 | "Far East Movement"                | 21 de Agosto de 2011 2 de Novembro de 2011 2 de Novembro de 2013     | 110                | 1.4                             |
| 11 | "Kicking Daisies"                  | 28 de Agosto de 2011 16 de Novembro de 2011 20 de Abril de 2012      | 111                | 1.3                             |
| 12 | "Dave Days"                        | 11 de Setembro de 2011 15 de Fevereiro de 2012 2 de Novembro de 2013 | 113                | 1.8                             |
| 13 | "Chelsea Kane"                     | 18 de Setembro de 2011 22 de Fevereiro de 2012 15 de Abril de 2013   | 117                | 1.8                             |
| 14 | "Miss Piggy"                       | 2 de Outubro de 2011 23 de Novembro de 2011 30 de Marco de 2012      | 116                | 2.0                             |
| 15 | "Iyaz"                             | 9 de Outubro de 2011 26 de Outubro de 2011 29 de Outubro de 2012     | 121                | 1.8                             |
| 16 | "Lemonade Mouth"                   | 6 de Novembro de 2011 29 de Fevereiro de 2012 18 de Maio de 2013     | 118                | 2.1                             |
| 17 | "Leigh-Allyn Baker e Mia Talerico" | 27 de Novembro de 2011 25 de Agosto de 2012 22 de Maio de 2013       | 124                | 2.8                             |
| 18 | "Justin Bieber"                    | 4 de Dezembro de 2011 21 de Dezembro de 2011 23 de Dezembro de 2011  | 126                | 3.0                             |
| 19 | "Christina Grimmie"                | 11 de Dezembro de 2011 13 de Março de 2012 5 de Junho de 2013        | 115                | 1.8                             |
| 20 | "Andy Grammer"                     | 8 de Janeiro de 2012 6 de Junho de 2012 11 de Maio de 2012           | 122                | 1.7                             |
| 21 | "Cole e Dylan Sprouse"             | 15 de Janeiro de 2012 19 de Maio de 2012 18 de Julho de 2013         | 119                | 1.8                             |
| 22 | "The Ready Set"                    | 29 de Janeiro de 2012 13 de Junho de 2012 19 de Junho de 2013        | 112                | 1.9                             |
| 23 | "China Anne McClain"               | 12 de Fevereiro de 2012 29 de Setembro de 2012 25 de Junho de 2011   | 125                | 2.0                             |
| 24 | "The New Boyz"                     | 26 de Fevereiro de 2012 20 de Junho de 2012 20 de Julho de 2012      | 114                | 1.5                             |
| 25 | "Shane Harper"                     | 4 de Março de 2012 12 de Dezembro de 2012 1 de Agosto de 2013        | 120                | 1.9                             |
| 26 | "Destinee & Paris"                 | 25 de Março de 2012 13 de Dezembro de 2012 10 de Agosto de 2013      | 123                | 2.8                             |

## Ligações Externas
- «Página oficial»
- Lista de episódios de So Random!. no IMDb.